# Rally humorístico de Carcaixent

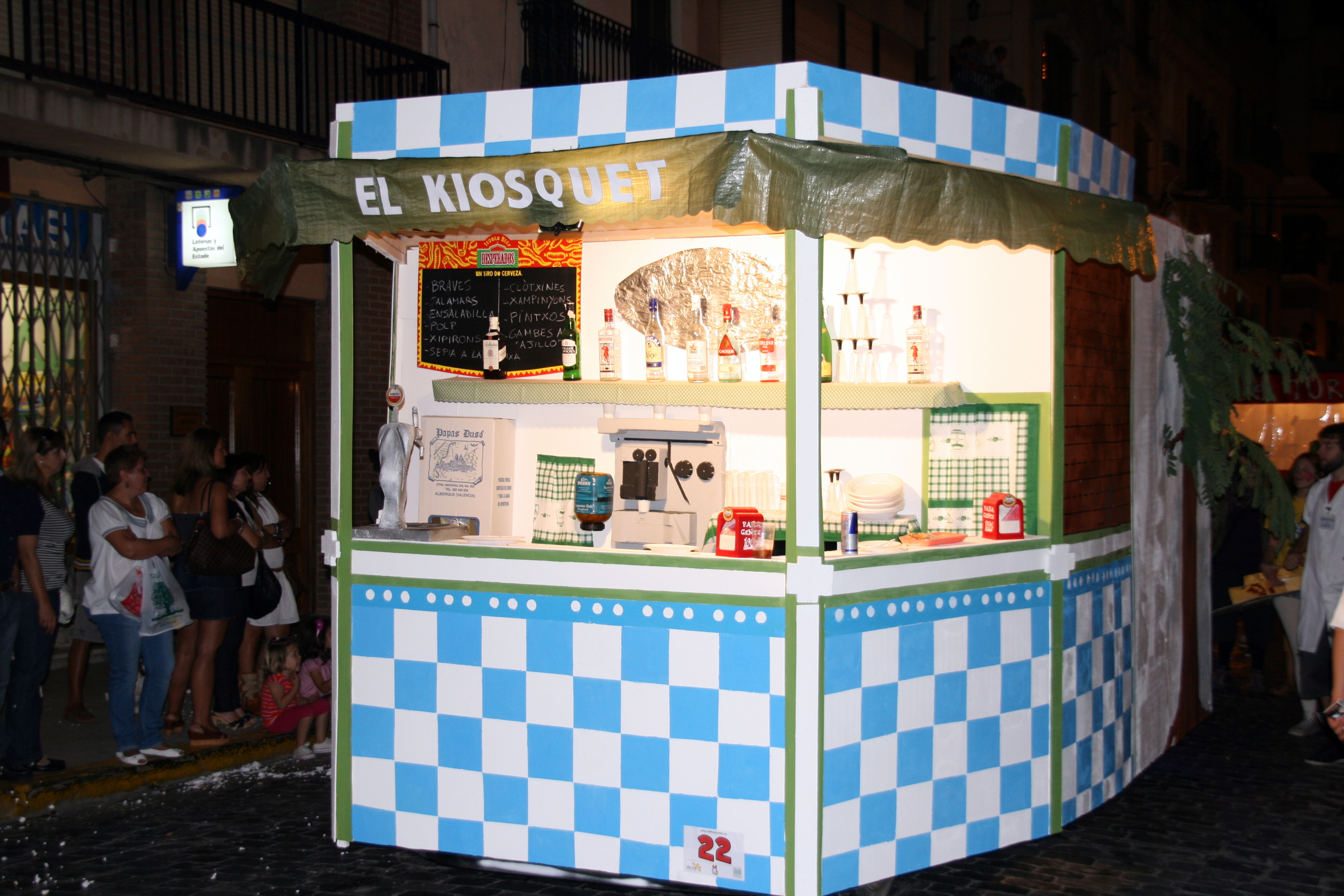
Coche en el desfile del rally humorístico de Carcagente

El Rally humorístico (oficialmente en valenciano Ral·li humorístic) es una fiesta que se celebra en la ciudad de Carcagente el primer fin de semana de octubre. La fiesta principal es el desfile del coche, que cada grupo ha diseñado, el primer día de rally. Cada grupo de participantes se conoce como coche y cada coche participa en una serie de pruebas para acumular puntos y poder ser el ganador.

## Pruebas[1]
- Prueba de inscripción: Prueba que se realiza la segunda quincena de septiembre para dar a conocer los coches participantes.
- Prueba del vídeo: Cada coche graba un vídeo humorístico sobre el tema que propone la organización.
- Prueba de desfile: Desfile de los participantes que traen como elemento central un coche que se ha modificado su exterior de forma que representó el tema elegidos por cada grupo participando. En el desfile, los participantes van disfrazados según el tema y suelen llevar acompañamiento musical y pueden realizar coreografías.
- Pruebas transversales: Se llevan a cabo a lo largo de las noches y de las mañanas del fin de semana que se lleva a cabo el rally.
- Prueba final: Se lleva a cabo la noche del domingo. Se trata de una actuación que puede consistir en una coreografía o una representación corta humorística que cada coche tiene que elaborar.

## Reconocimientos
- En el año 2012 se reconoció el rally como Fiesta de interés turístico local.[2]
- En el año 2017 se reconoció el rally como Fiesta de interés turístico provincial.[3]